# Sender/Empfänger, mobil

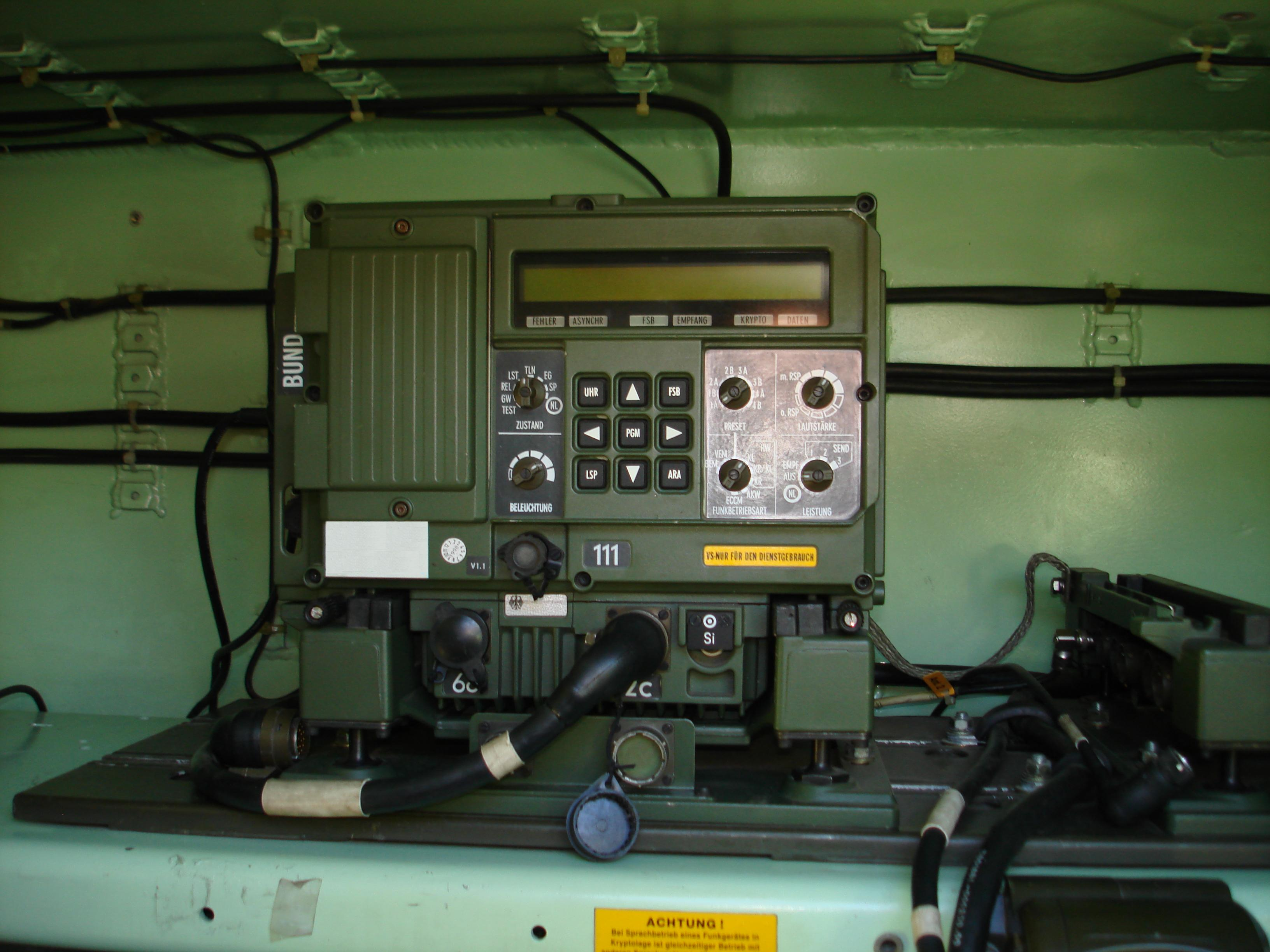
SEM 93 von Thales in einem Führungs- und Funkfahrzeug der Bundeswehr

Sender/Empfänger, Mobil (kurz: SEM) ist die bei der Bundeswehr genutzte Bezeichnung für Funkgeräte.
Für die Einzelbezeichnungen wird an diese Abkürzung die Zahl für den jeweiligen Typ angefügt (z. B. SEM 52).
Hersteller ist Standard Elektrik Lorenz (SEL), daher auch SEL SEM 90 usw. Das SEM 93 stammt von der Thales Group, in welche SEL eingegliedert wurde (SEL, dann Alcatel, dann Alcatel SEL, jetzt Thales).
Bekannte Typen:
- SEM 25: Fahrzeugfunkgerät, VHF (Very High Frequency / Ultrakurzwelle) 26 Megahertz (MHz) –69,95 MHz, mit 1 Watt (W) und 15 W Senderausgangsleistung
- SEM 35: Tornisterfunkgerät, VHF 26 MHz–69,95 MHz, mit 0,15 W und 1 W Senderausgangsleistung
- SEM 52 A: Handfunkgerät, VHF 47 MHz–56,975 MHz, mit 0,2 W Senderausgangsleistung, max. 6 Kanäle über Quarze
- SEM 52 S: Handfunkgerät, VHF 46 MHz–57,975 MHz, mit 1 W Senderausgangsleistung, max. 6 Kanäle intern einstellbar
- SEM 52 SL: Handfunkgerät, VHF 46 MHz–66 MHz, mit 1,5 W Senderausgangsleistung, max. 12 Kanäle programmierbar
- SEM 70: Tornisterfunkgerät, VHF, 4 W (VHF-A)
- SEM 80: Fahrzeugfunkgerät VHF, kleine Leistung 0,4 W, große Leistung 4 W, bestehend aus:
  - Grundgerät (A-VHF)
  - Grundplatte GP-80
  - Steckrahmen ST-80
  - Frequenzspeicher FSP-70
- SEM 90: Fahrzeugfunkgerät VHF 4 W/40 W (VHF-A). Das SEM 90 ist ein SEM-80-Grundgerät mit einem zusätzlichen Sende-Leistungsverstärker LV-90.
- SEM 93: Fahrzeugfunkgerät COMSEC (integrierte Verschlüsselung) und HOPPING (Frequenz-Sprung-Verfahren)

Das Kürzel „SL“ (nur bei SEM 52) bezeichnet die Attribute „Synthesizer“ (also keine Quarze mehr) und „Liquid-Crystal-Display“ (Flüssigkristallanzeige).
Für die fahrzeuggestützten Geräte gibt es auch die entsprechenden Standantennen, dies sind die ASB (Antenne Standbetrieb) für das SEM 25 und die STA-80 (Standantenne) für das SEM 80/90/93.